# 米仓山报春
米仓山报春（学名：Primula scopulorum）为报春花科报春花属下的一个种。产于甘肃南部（舟曲），陕西南部（南郑）和四川东北部（旺苍）。生长于阴湿地和岩石上，海拔1450-3000米。模式标本采自甘肃舟曲。

## 扩展阅读
維基物種上的相關：米仓山报春